# The King & Eye
The King & Eye to tribute album autorstwa awangardowej grupy The Residents wydany w 1989 roku. Płyta zawiera najbardziej znane przeboje Elvisa Presleya przeplatane fragmentami mówionymi z perspektywy ojca do jego dzieci, opowiadające o mistycznych i duchowych rządach sprawowanych przez żyjącego dawno temu króla rock and rolla.

Nazwa płyty jest odniesieniem do musicalu The King and I (pol. Król i ja) – w języku angielskim obydwie nazwy, zarówno spektaklu jak i albumu wymawia się tak samo, chociaż zapisany tytuł płyty oznacza Król i Oko nawiązując tym samym do znaku rozpoznawczego grupy – charakterystycznych kostiumów w kształcie gałki ocznej.

The King & Eye jest ostatnim albumem grupy przed wkroczeniem w tzw. "Erę Multimedialną" ich historii.

## Lista utworów
1. Blue Suede Shoes
2. The Baby King Part 1
3. Don’t Be Cruel
4. Heartbreak Hotel
5. All Shook Up
6. Return to Sender
7. The Baby King Part 2
8. Teddy Bear
9. Devil in Disguise
10. Stuck on You
11. Big Hunk o' Love
12. A Fool Such As I
13. The Baby King Part 3
14. Little Sister
15. His Latest Flame
16. Burning Love
17. Viva Las Vegas
18. The Baby King Part 4
19. Love Me Tender
20. The Baby King Part 5
21. Hound Dog